# Катерлива кобея
Катерливата кобея (Cobaea scandens), известна още като катедрални камбани, мексикански бръшлян или манастирски камбанки, е вид катерливо цъфтящо растение от род кобея, семейство Флоксови (Polemoniaceae). Родом е от Мексико, с изолирани наблюдения в тропическа Централна и Южна Америка.

## Етимология
Латинският специфичен епитет scandens означава „катерене“.

## Описание
Катерливата кобея е катерливо многогодишно растение. Листата с размери от 10 см се състоят от четири листовки и фелизи, снабдени с малки кукички за прилепване към опора. Големите обърнати напред цветя, които се опрашват от прилепи в родното им местообитание, са с форма на камбана с подчертана къдричка – оттук и едно от имената на цветето – лиана „чаша с чинийка“. Зрелите цветове са ароматни.
- Илюстрация
- Катерлива кобея